# Gradowo (województwo lubuskie)
Gradowo (niem. Julienhof) – osada, zlokalizowana w zachodniej Polsce, w województwie lubuskim, w powiecie zielonogórskim, w gminie Sulechów i sołectwie Głogusz, około 12 km od Sulechowa. W latach 1975–1998 usytuowana w województwie zielonogórskim.